# Last (Volumen)
Last war eine russische Volumeneinheit.
- 1 Last = 16 Tschetwert = 33,586 Hektoliter